# Siegfried z Öttingenu
Siegfried z Öttingenu, či Siegfried Öttingenský (německy Siegfried von Öttingen, před rokem 1236 – 19. listopad po roce 1238) byl v roce 1237 bamberským biskupem.

## Život
Siegfried hrabě z Öttingenu byl zvolen bamberským biskupem po smrti svého, 5. června 1236 ve Vídni zesnulého, předchůdce Ekberta, někdy v době mezi dnem Ekbertova úmrtí a srpnem roku 1237. Svého úřadu se však ještě téhož roku vzdal. Ve starších seznamech biskupů není uveden.
Zemřel 19. listopadu, není však znám rok úmrtí.